# Titanacris ornatifemur
Titanacris ornatifemur is een rechtvleugelig insect uit de familie Romaleidae. De wetenschappelijke naam van deze soort is voor het eerst geldig gepubliceerd in 1985 door Descamps & Carbonell.